# Condiciones de Colonia
Las Condiciones de Colonia promueven la reducción de la deuda en condiciones concesionarias acordada por el Club de París en 1999 como parte de la Iniciativa reforzada para los Países Pobres Muy Endeudados (PPME).  Según esas condiciones, los acreedores del Club de París convienen en una reducción del valor neto actualizado de la deuda –en cada caso particular– de hasta el 90% de la deuda comercial (que no sea Asistencia Oficial para el Desarrollo (AOD)) previa a la fecha de corte, o una reducción mayor si fuera necesario para una distribución equitativa de la carga (una vez aplicados los mecanismos tradicionales de alivio de la deuda) con los acreedores multilaterales para lograr la sostenibilidad de la deuda de un determinado país.
- Datos: Q5782544